# Tröskelvärde (offentlig upphandling)
Tröskelvärde är det värde (beloppsgräns) som används i offentlig upphandling av varor/tjänster och entreprenader för att avgöra om upphandlingen ska göras enligt så kallad EU-upphandling eller ej. Under tröskelvärdet gäller de svenska reglerna (19 kap. LOU och LUF) och över tröskelvärdet gäller de direktivstyrda reglerna (övriga kapitel i LOU och LUF). 
Tröskelvärde beräknas med särskilda dragningsrätter, för att kunna få en internationell standard. Begreppet förekommer främst i:
- Lag (2016:1145) om offentlig upphandling (LOU), där mestadels statliga och kommunala myndigheter och bolag köper olika tjänster, varor och byggentreprenader.
- Lag (2016:1146) om upphandling inom försörjningsektorerna (LUF), där upphandlande enheter verksamma inom områdena gas, värme, el, vatten, energi, transport och vissa posttjänster får upphandla.
- Lag (2016:1147) om upphandling av koncessioner (LUK), där upphandlingar av specifikt koncessioner regleras.
- Lag (2011:1029) om upphandling på försvars- och säkerhetsområdet (LUFS), där upphandling av specifikt varor och tjänster av försvars- och säkerhetskaraktär regleras.

## Hantering under tröskelvärde
- Förenklat förfarande. Den upphandlande myndigheten eller enheten (UM/UE) utannonserar förfrågningsunderlag offentligt i en databas så att alla kan delta och lämna anbud. Beställaren antar ett eller flera anbud - ingen får förhindras att lämna anbud.
- Urvalsförfarande. UM/UE utannonserar förfrågningsunderlag offentligt i en databas så att alla kan delta och lämna anbud. Alla leverantörer har rätt att ansöka om att få lämna anbud, den upphandlande enheten inbjuder vissa leverantörer att lämna anbud.
- Direktupphandling. En förenklad form av upphandling som inte regleras i detalj i LOU eller LUF. Kan ske utan skriftligt anbud och används i huvudsak då upphandlingsvärdet är lågt.

## Hantering över tröskelvärde
- Öppet förfarande. Alla leverantörer får lämna anbud. UM/UE utannonserar förfrågningsunderlag offentligt i en databas så att alla kan delta och lämna anbud. Beställaren antar ett eller flera anbud - ingen får förhindras att lämna anbud. Liknar förenklat förfarande, med de största skillnaderna att annonseringstiden alltid måste vara minst 40 dagar, samt att förhandling med tänkbara leverantörer inte får ske.
- Selektivt förfarande. UM/UE bjuder genom annons in tänkbara leverantörer att ansöka om att få lämna anbud. Inga andra anbud än från de leverantörer som inbjudits får prövas. Förhandlingar med tänkbara leverantörer får inte ske.
- Förhandlat förfarande. UM/UE inbjuder utvalda anbudsgivare såsom vid selektivt förfarande och får förhandla om kontraktsvillkoren med en eller flera av dem. Liksom vid selektivt förfarande sker först en kvalificering av leverantörerna. Därefter bjuder beställaren in de kvalificerade leverantörerna att lämna anbud eller till förhandling.